# روزا رامالهو
روزا رامالهو (بالبرتغالية: Rosa Ramalho‏) هي خزافة برتغالية، ولدت في 14 أغسطس 1888 في Galegos (São Martinho) ‏ في البرتغال، وتوفي بنفس المكان في 1977.